# پاتسیگ
پاتسیگ (به آلمانی: Patzig) یک شهر در آلمان است که در فرپومرن-روگن واقع شده‌است. پاتسیگ ۵۲۲ نفر جمعیت دارد.